# Deiregyne cochleata
Deiregyne cochleata är en orkidéart som beskrevs av Szlach., R.González och Piotr Rutkowski. Deiregyne cochleata ingår i släktet Deiregyne, och familjen orkidéer. Inga underarter finns listade i Catalogue of Life.